# Díaz Type C
Díaz Type C, (C là viết tắt của từ Caccia - "tiêm kích") là một mẫu thử máy bay tiêm kích của Tây Ban Nha trong thập niên 1910.

## Tính năng kỹ chiến thuật
Đặc tính tổng quan
- Kíp lái: 2
- Động cơ: 1 × Hispano-Suiza 8Ab , 134 kW (180 hp)

Hiệu suất bay